# Pálmonostora
Pálmonostora este un sat în districtul Kiskunfélegyház, județul Bács-Kiskun, Ungaria, având o populație de 1.876 de locuitori (2011). 

## Demografie
Componența etnică a satului Pálmonostora
     Maghiari (95,89%)
     Romi (1,6%)
     Români (1,04%)
     Necunoscut (0,61%)
     Germani (0,86%)
     Alții (0,61%)
Componența confesională a satului Pálmonostora
     Romano-catolici (66,79%)
     Fără religie (5,86%)
     Reformați (1,97%)
     Necunoscută (25,11%)
     Atei (0,27%)
     Alte religii (0,75%)
Conform recensământului din 2011, satul Pálmonostora avea 1.876 de locuitori. Din punct de vedere etnic, majoritatea locuitorilor (95,89%) erau maghiari, cu o minoritate de romi (1,6%). Apartenența etnică nu este cunoscută în cazul a 0,61% din locuitori.  Din punct de vedere confesional, majoritatea locuitorilor (66,79%) erau romano-catolici, existând și minorități de persoane fără religie (5,86%) și reformați (1,97%). Pentru 25,11% din locuitori nu este cunoscută apartenența confesională.